# Cecidomyia lutea
Cecidomyia lutea är en tvåvingeart som först beskrevs av Johann Wilhelm Meigen 1804.  Cecidomyia lutea ingår i släktet Cecidomyia och familjen gallmyggor.
Artens utbredningsområde är Tyskland. Inga underarter finns listade i Catalogue of Life.